# Trilogia de Teló Vermell
Trilogia de Teló Vermell (The Red Curtain Trilogy en anglès) és el nom formal i oficial que es dona als tres primers llargmetratges del director australià Baz Luhrmann per considerar-se que els tres s'emmarquen dintre d'un mateix leitmotif i segueixen les mateixes tècniques cinematogràfiques.
En concret, encara que no hi ha relació entre els arguments de les tres històries, cada cinta presenta motius teatrals. És per aquesta raó que el 2002 ja es va començar a parlar de les tres pel·lícules com un conjunt estrenant, fins i tot, un DVD que inclogués la Trilogia de Teló Vermell.
Les pel·lícules que la integren són:
- Strictly Ballroom (1992) protagonitzat per Paul Mercurio i Tara Morice
- Romeo + Juliet (1996), protagonitzat per Leonardo DiCaprio i Claire Danes
- Moulin Rouge! (2001), protagonitzat per Nicole Kidman i Ewan McGregor

## Característiques de la Trilogia
- Tot el que envolta els personatges de les pel·lícules és detallat i sumptuós, des de les robes que els vesteixen fins als mateixos escenaris, banda sonora i guió.
- Cada cinta està basada en un mite o història àmpliament coneguda, aconseguint que l'audiència estigui familiaritzada amb el seu final.
- Cada pel·lícula està fonamentada en un element temàtic que conduirà tot l'argument. A Strictly Ballroom és el ball; a Romeo + Juliet és la poesia; i a Moulin Rouge! és la música.
- Per acabar, cada llargmetratge representa el final dels antics mètodes d'entreteniment: la dansa clàssica, el drama poètic i el teatre musical. Tres mètodes que han estat superats pels estils més moderns i que han vist com el Teló queia definitivament.